# Битва під Сепедою (1820)
Битва під Сепедою відбулась 1 лютого 1820 року поблизу містечка Сепеда, Санта-Фе, Аргентина.
Це була перша крупна битва Унітаристів з Федералістами у рамках громадянської війни. Завершилась перемогою федералістів на чолі з Естаніслао Лопесом та Франсіско Раміресом.